# Armas Lindgren
Pour les articles homonymes, voir Lindgren.
Armas Eliel Lindgren (né le 28 novembre 1874 à Hämeenlinna – mort le 3 octobre 1929 à Copenhague) est un architecte et professeur d'architecture finlandais,.

## Biographie
Armas Lindgren nait à Hämeenlinna. Il étudié l'architecture à l'Institut polytechnique d'Helsinki, où il obtient son diplôme d'architecte en 1897.
Alors qu’il est encore étudiant, il collabore avec Josef Stenbäck et Gustaf Nyström.
Il passe les deux années suivantes à étudier l'histoire de l'art et de la culture en Suède, au Danemark, en Allemagne, en France et au Royaume-Uni.
En 1896, avec Herman Gesellius Eliel Saarinen, il fonde le cabinet d'architectes Gesellius-Lindgren-Saarinen pour lequel il travaille de 1897 à 1905. 
Puis il travaille pour son propre cabinet de  1905 à 1929.
Il repose au cimetière de Kulosaari.

## Ouvrages

### Cabinet Gesellius, Lindgren & Saarinen
- Pavillon de la Finlande Exposition universelle (1900)
- Immeuble Pohjola Helsinki, (1901)
- Hvitträsk, Kirkkonummi (1901–1903)
- Musée national de Finlande, Helsinki (1902)
- Hvittorp, Kirkkonummi (1902)
- Maison de la Säästöpankki, Tampere (1903)
- Suomen Yhdyspankki, Helsinki (1904)

### Cabinet Lindgren
- 1905, Manoir de Hakunila, Vantaa,

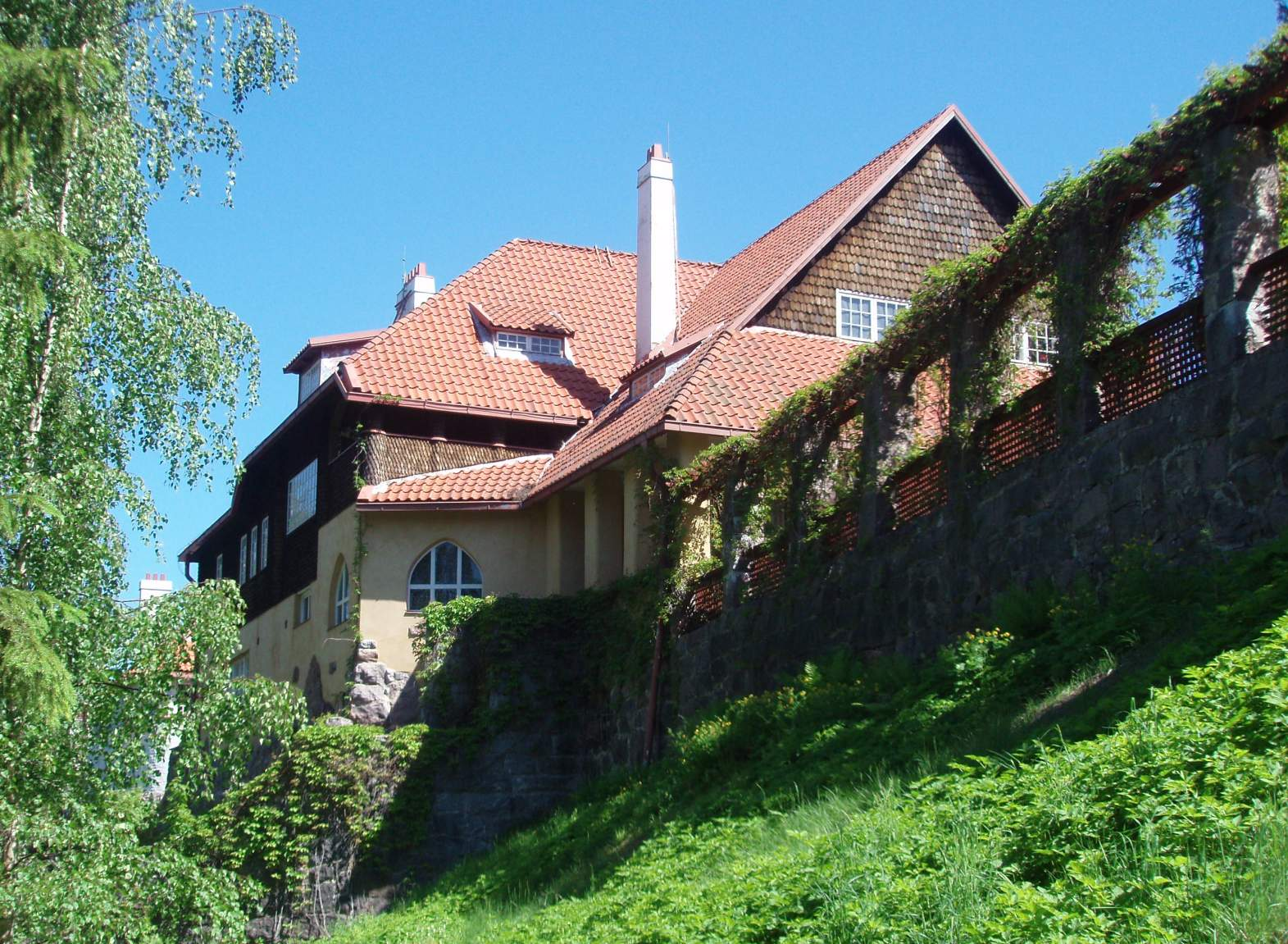
Hvitträsk de Lindgren, Saarinen & Gesellius.

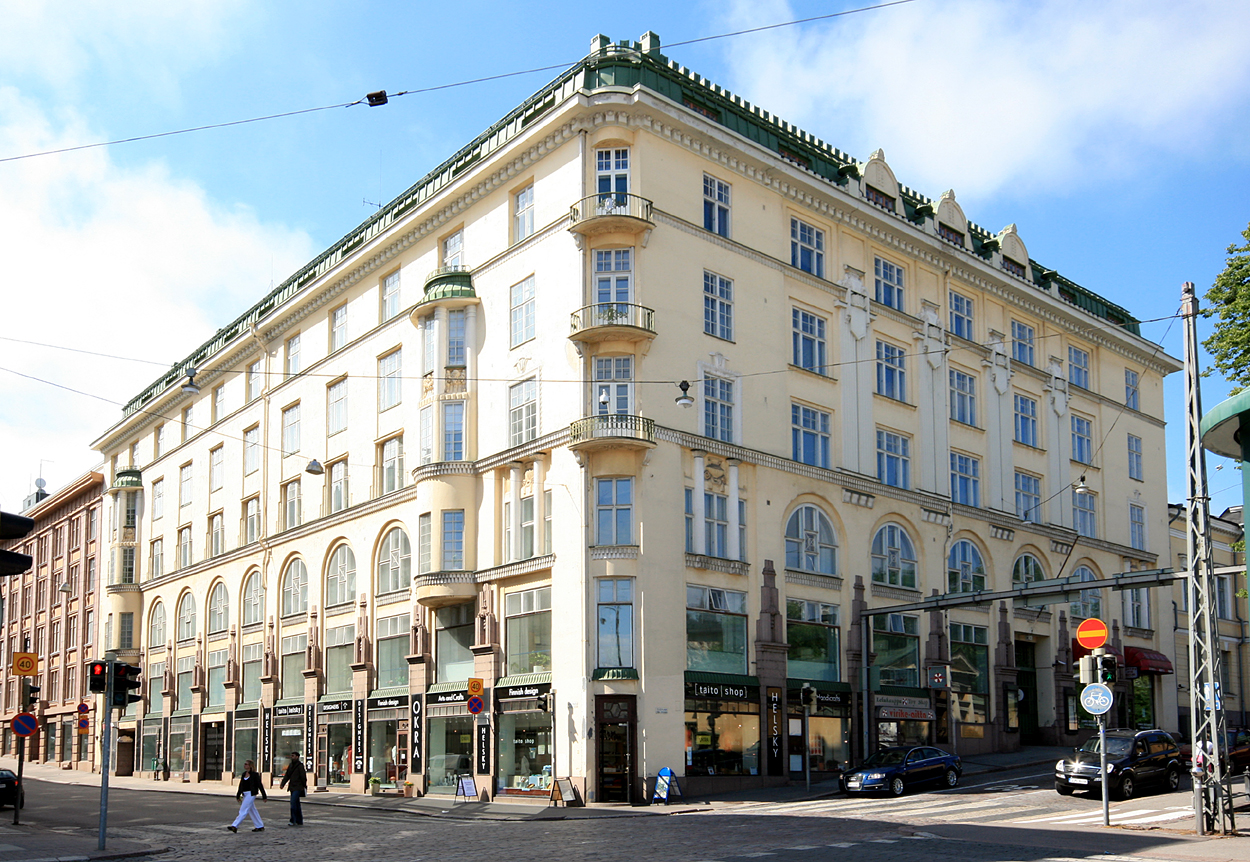
26 rue Unioninkatu, Helsinki

- 1906, Théâtre de Vanemuine, Tartu, Estonie  (détruit en 1944),
- 1908, Projet de la journée nationale "Vox Populi"  avec Herman Gesellius,
- 1910,  Parc du marché de Hämeenlinna,
- 1910, Nouvelle maison des étudiants, Helsinki  avec Wivi Lönn,
- 1910, maison de la société Sakala, Tartu, Estonie avec Wivi Lönn,
- 1911, Maison de la Finlande de la société des assurances à la personne, Helsinki ,
- 1913, Opéra national d'Estonie, Tallinn avec Wivi Lönn,
- 1914, Immeuble Kaleva, Helsinki,
- 1914, Manoir de Haikko, Porvoo,
- 1915, Casino de Kulosaari, Helsinki,
- 1917, Ribbingshof (devenue Ribbinginhovi), Helsinki,
- 1919, Résidences de travailleurs à Outokumpu,
- 1920, Chapelle de Täktom à Hanko avec Bertel Liljequist  (et à nouveau en  1943),
- 1922, Modification de l'église de Kimito,
- 1922, Décoration intérieure de la Banque de Finlande,
- 1924, Proposition lors d'un concours d'architectes pour la Eduskuntatalo avec Bertel Liljequist et H.Lindén,
- (1923–1929) Projet de rénovation de la Cathédrale de Turku,
- 1926, Église de Säynätsalo et église de Valkeala avec Bertel Liljequist,
- 1927, Chapelle du Cimetière de Kulosaari, Helsinki,
- 1927, Chapelle de Ruskeasanta, Vantaa
- 1929, Église de Kuusankoski,
- 1930, Église de Käkisalmi,
- 1929, Atelier de Wäinö Aaltonen,
- 1929, Projets de rénovation des églises de Noormarkku, Kuusankoski et Espoo,
- 1931, Facultés d'odontologie et de sérologie-bactériologie de l'université d'Helsinki,
- 1932, Église de Noormarkku,

## Galerie

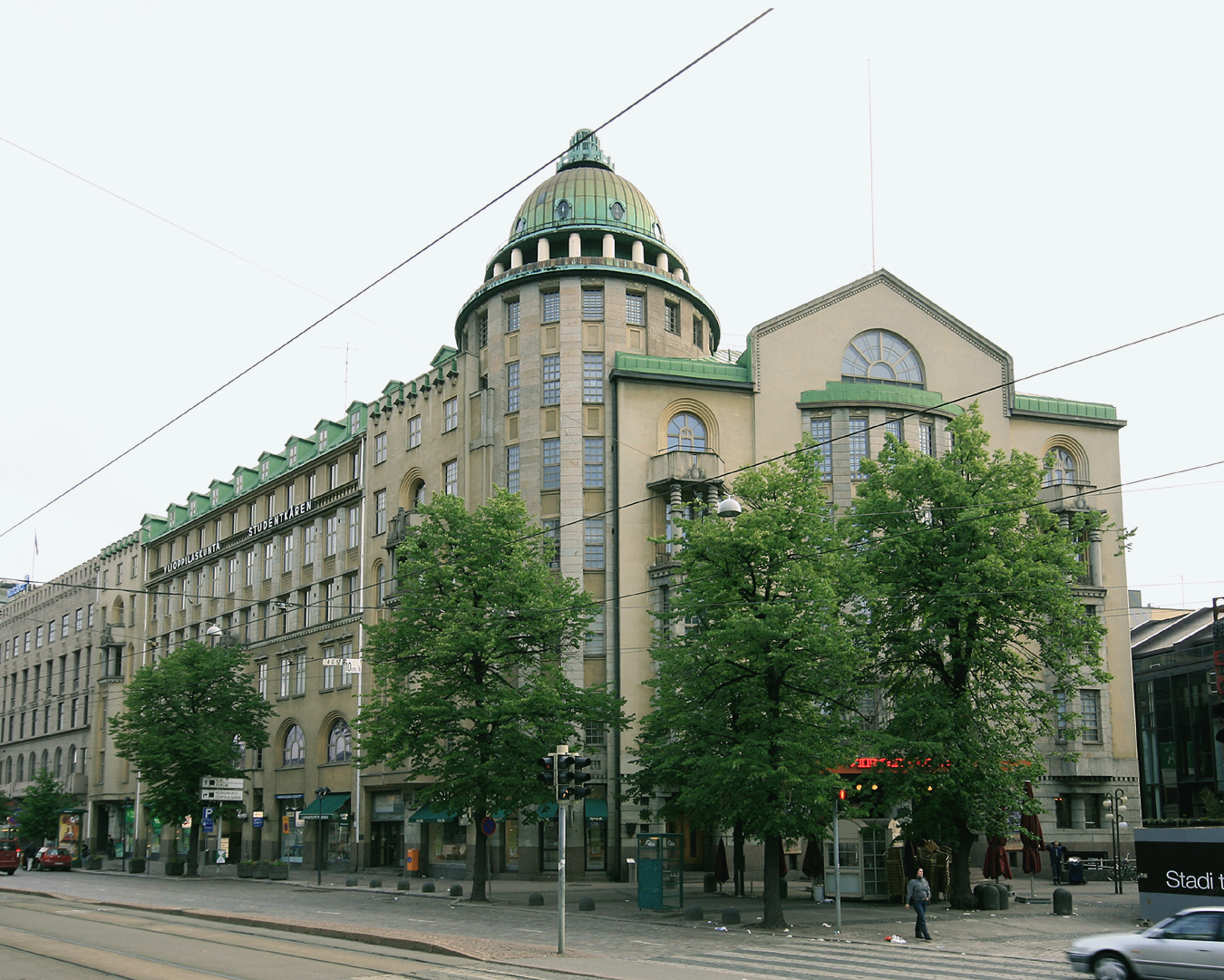
Nouvelle maison des étudiants à Helsinki.
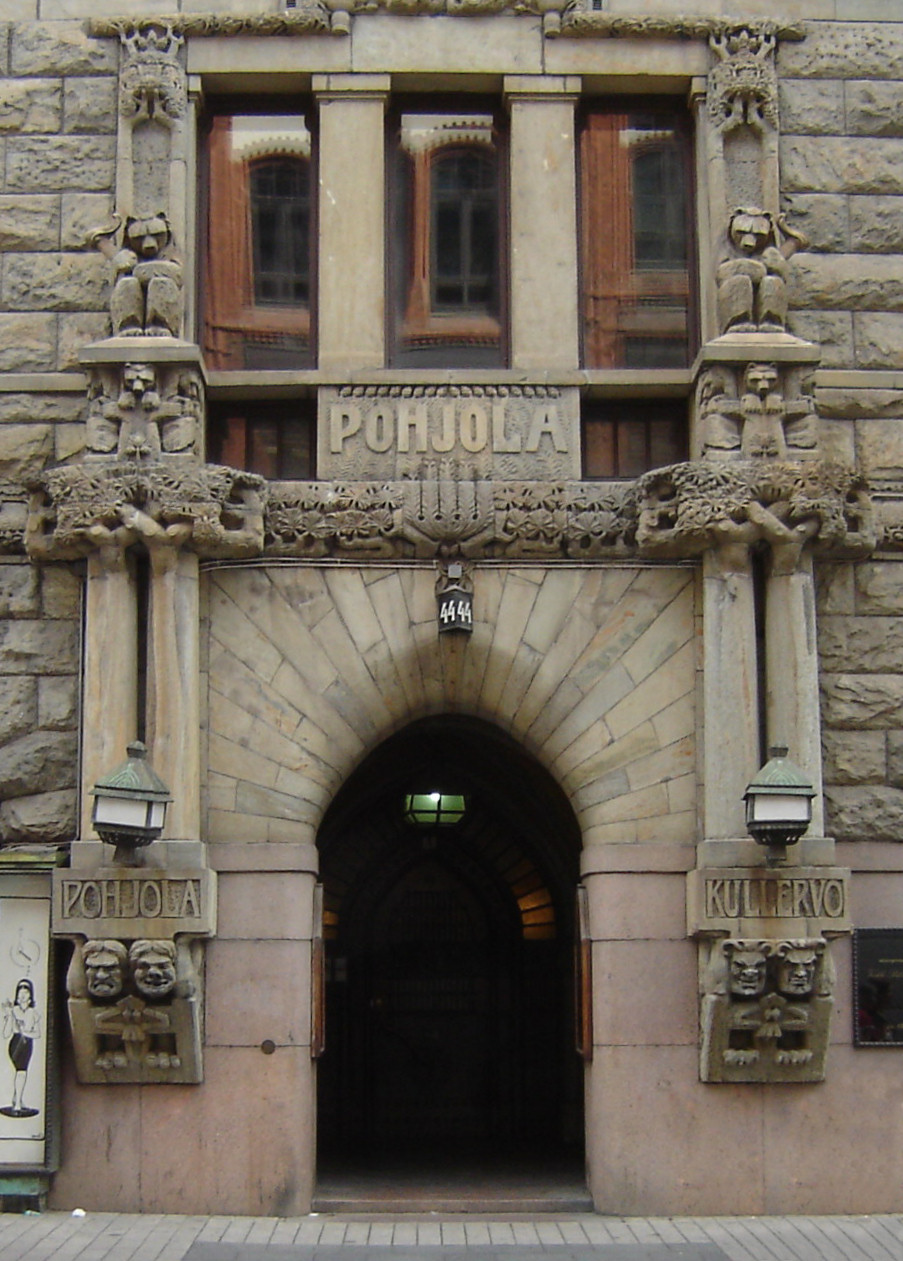
44, rue Aleksanterinkatu, Helsinki.
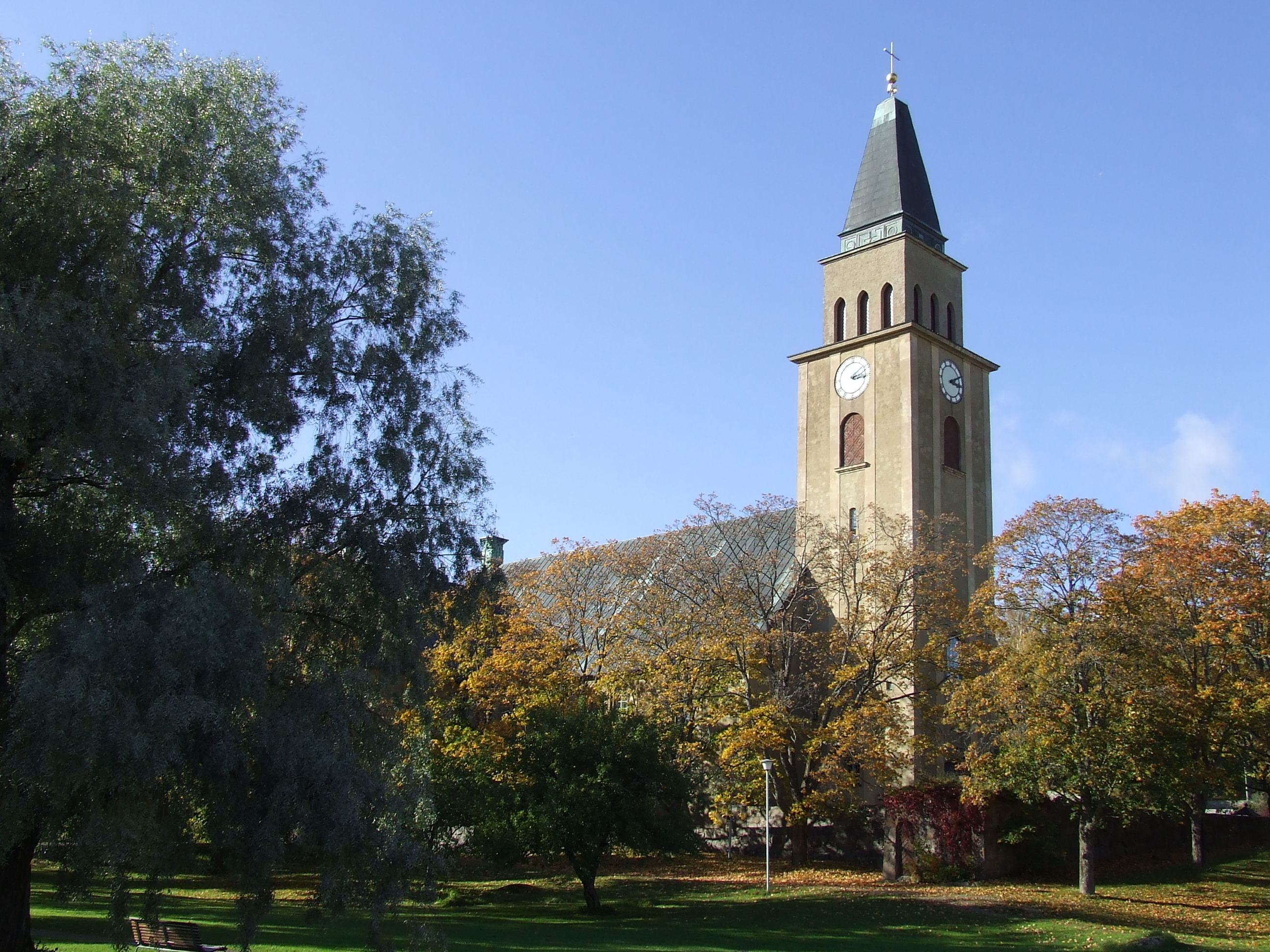
Église de Kuusankoski.

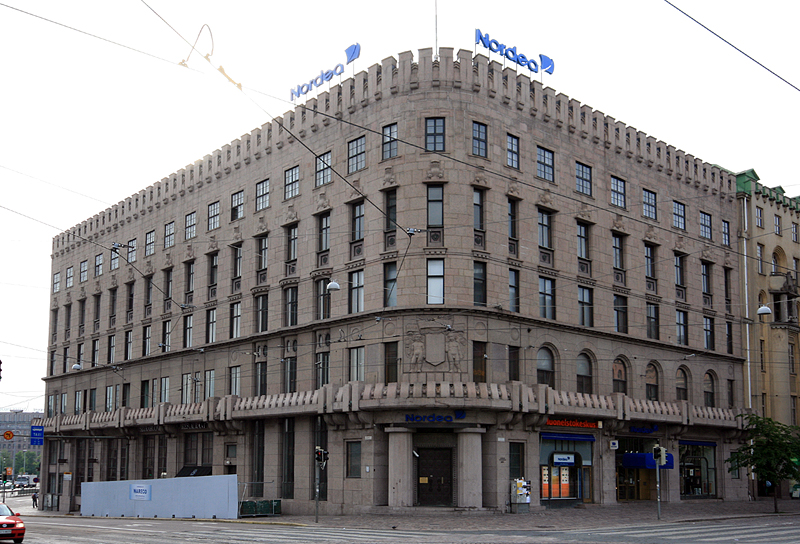
Immeuble Kaleva, Helsinki.
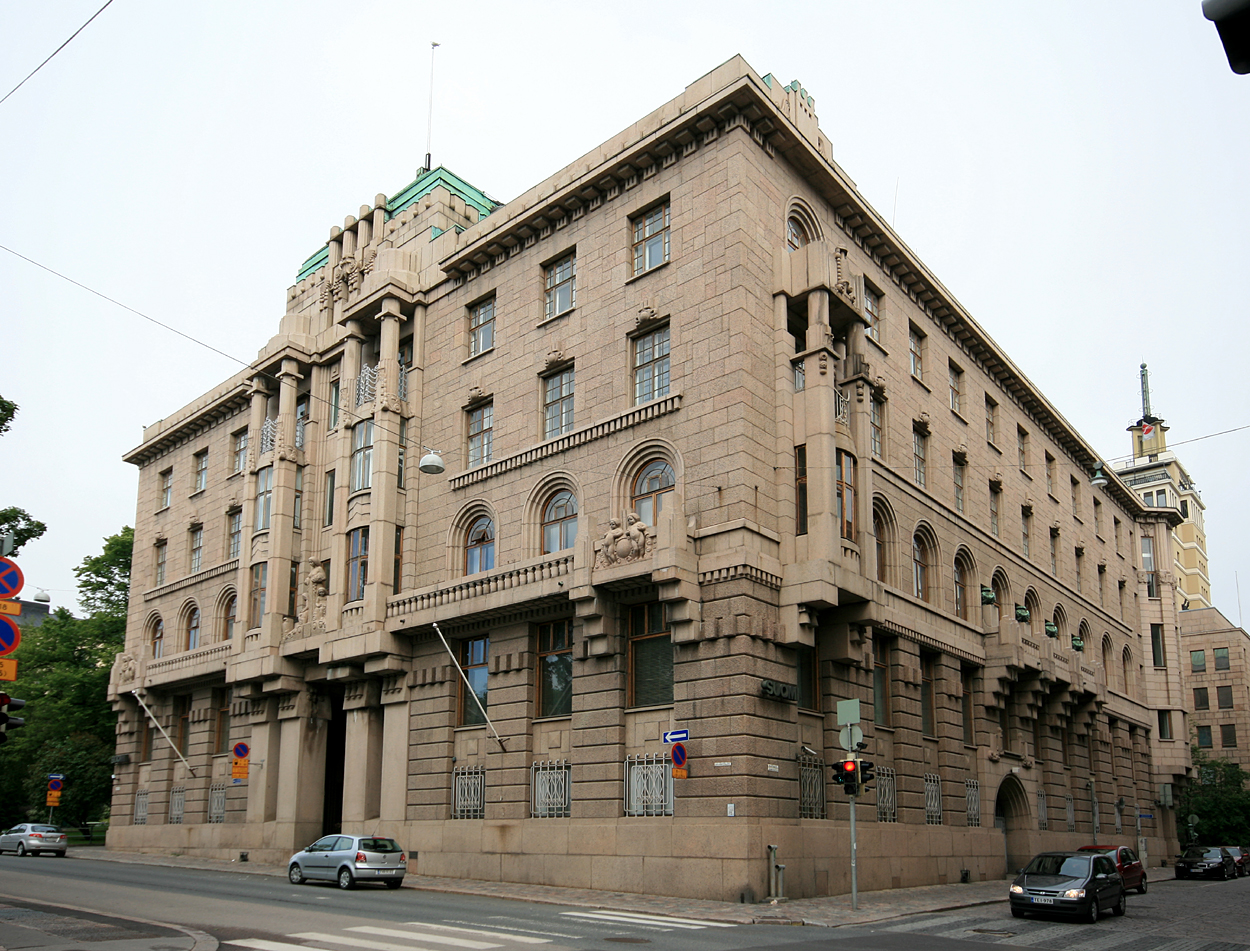
Banque Suomi, 5 rue Lönnrotinkatu, Helsinki.
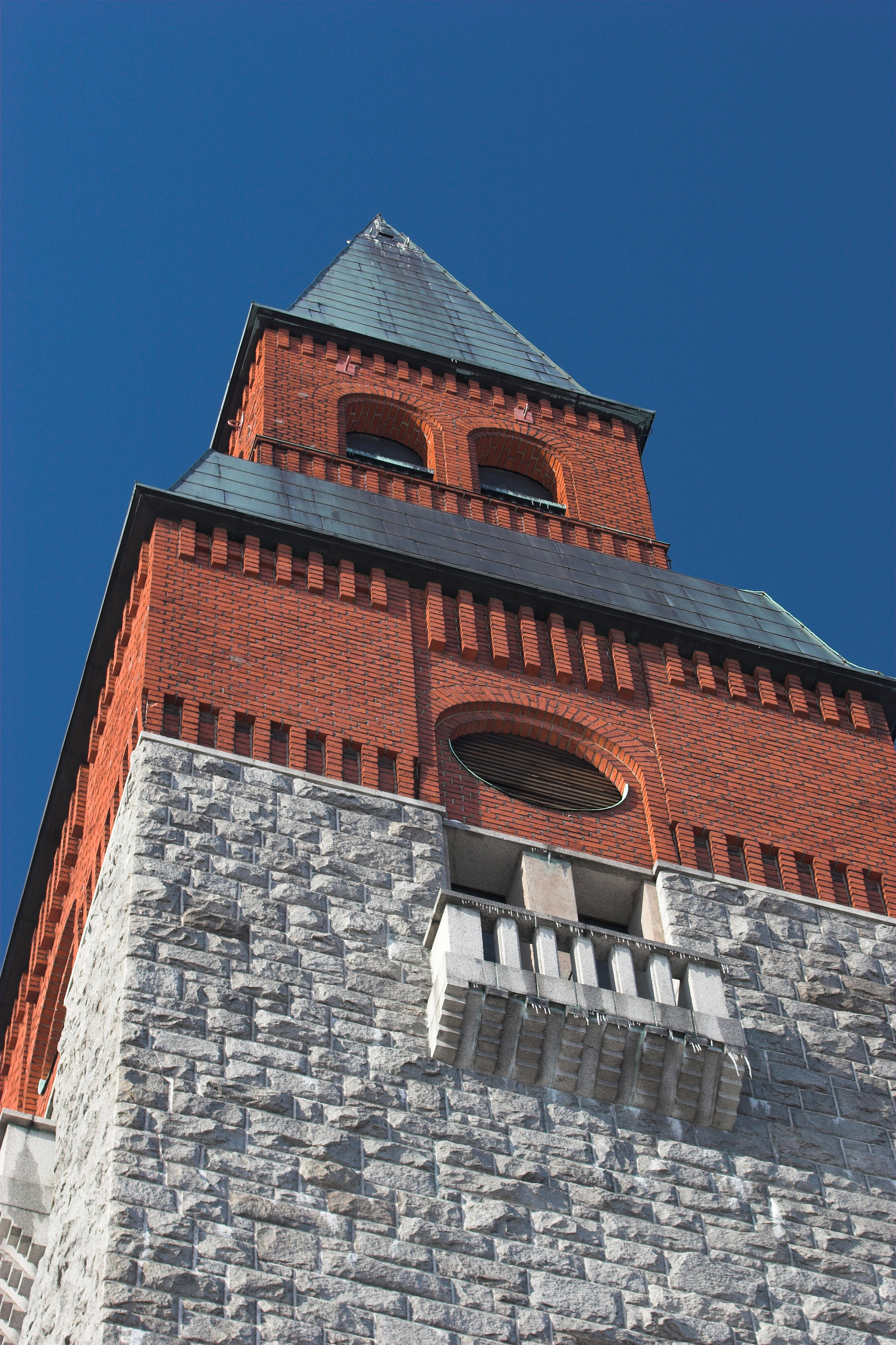
Le Musée national de Finlande.